# Belmont (Karolina Północna)
Belmont – miasto w Stanach Zjednoczonych, w stanie Karolina Północna, w hrabstwie Gaston.